# 뉴저지 식민지

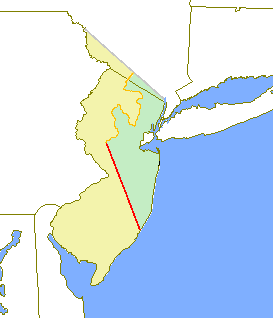
당초 서쪽과 동 뉴저지 식민지는 각각 노란색과 녹색으로 보인다. 키스 선은 빨간색, 콕스 앤 버클리 선은 주황색으로 표시한다. 상단 쐐기형 부분이 뉴저지와 뉴욕 사이에서 논쟁이 된 지역이다.

뉴저지 식민지(Province of New Jersey)는 1674년에서 1702년까지 현재 미국 뉴저지주 지역에 존재했던 영국령 식민지이다. 당초 식민지 영역은 현재보다 약간 크고, 현재 뉴욕의 일부까지 뻗어 있었다.

## 개요
네덜란드는 뉴네덜란드 식민지에서 영국의 북미 식민지의 대서양 무역을 방해하고 있었다. 이 식민지의 토지는 1664년 9월 리처드 니콜스가 점령한 이후, 영국이 네덜란드에서 획득한 뉴네덜란드 식민지의 일부였다. 영국인 존 캐벗이 이곳을 처음 발견했기 때문에 영국은 점령을 정당화했다. 이 식민지 점령 후 니콜스는 뉴암스테르담과 뉴네덜란드의 나머지 지역의 부지사가 되었다. 니콜스는 재산권, 상속법 및 종교의 자유를 보장했다.
영국 정부는 이 영토를 뉴욕 식민지의 일부로 요크 공 제임스에게 전달했다. 뉴욕 식민지 중, 허드슨강 및 델라웨어강 사이의 지역을 부채를 상쇄하는 대가로 요크 공이 조지 카트렛 경에게 주었다. 이 새로운 식민지는 카트렛의 조상의 땅인 ‘저지섬’(Island of Jersey)을 따서 ‘뉴저지’로 이름을 붙였다. 뉴저지의 다른 부분은 요크 공의 친한 친구였던 스트래튼의 버클리 남작에게 매각됐다. 이 결과 카트렛과 버클리 두 사람이 뉴저지의 영주가 되었다.
그리하여 뉴저지는 이스트 저지와 웨스트 저지로 갈라지게 되었다. 동서 저지의 정확한 경계는 많은 논란의 대상이 되었다. 두 개의 식민지의 경계는 대서양에서 북쪽으로 오늘날의 애틀랜틱 시티에 뻗어 있었다. 이 경계선은 조지 키이스에 의해 만들어져 현재에도 벌링턴 카운티와 오션 카운티의 경계, 그리고 헌터 돈 카운티와 서머셋 카운티의 경계가 되고 있다. 키이스 선은 리틀 에그 하버 타운십의 남부에서 북북서로 뻗어, 터커 톤의 북쪽을 지나 델라웨어 협곡의 북쪽에 있는 델라웨어강이 있는 지점에 도달한다. 이후 1676년, 퀸티파타이트 증서로 분쟁이 줄었다. 자산 분재을 해결하기 위해 더 정확한 측량과 지도가 만들어졌다. 이것이 1696년 무렵에 그려진 손튼 라인으로, 1743년 무렵에는 로렌스 라인이 법적 용도로 최종 경계선으로 채용되었다.
뉴저지의 2명의 영주는 개척민들에게 토지의 일부를 허가하고, 뉴저지의 모든 주민에게 종교의 자유를 인정했으며, 이권 협정을 성립시킴으로써 더 많은 개척자를 식민지로 끌어 들어려고 했다. 영국 성공회가 국교인 영국 정부에서 그런 종교적 자유는 없었다. 대신 개척민들은 큇 렌트(Quit-Rent)라고 불리는 세를 해마다 지불했다.
1665년 필립 카트렛이 2명의 영주에게 지명을 받아 뉴저지 초대 주지사가 되었다. 카트렛은 뉴저지의 주도로 엘리자베스를 선택했다. 카트렛은 즉시 토지 소유자들에게 추가 인증을 발행했다. 그리하여 버겐(1668), 우드 브릿지(1669), 피스캐터타웨이(1666), 스루즈베리와 미들 타운(1693)과 뉴웍(1666) 등의 마을이 차례로 생겨났다. 개척자의 주거 형태는 대부분 통나무집이었다. 통나무집의 개념은 초기 스웨덴인과 독일인의 개척자가 가져온 것이었다. 뉴저지 해안에 접해 있는 이상적인 위치에 있었기 때문에, 개척민들은 농업, 어업 및 바다의 무역에 종사했다.
큇 렌트(Quit-Rent)의 개념은 많은 개척민들이 지불을 거부했기 때문에 점차 어려워졌다. 개척자의 대부분은 뉴욕 식민지 주지사 리처드 니콜스로부터 토지를 얻었기 때문에, 현 영주들에게는 아무것도 줄 것이 없다고 주장했다. 이러한 논란 때문에 버클리는 웨스트 저지를 2명의 영국인 퀘이커 교도(존 펜윅과 에드워드 빌린지)에게 팔 수 밖에 없었다. 점점 더 많은 퀘이커 교도들이 영국 국교회의 지배와 탄압을 피해 종교의 자유를 찾아 뉴저지를 고향으로 삼는 사례가 점점 더 많아져다.
한편, 뉴저지에는 갈등이 불거지기 시작했다. 뉴욕 식민지 주지사 에드먼드 안도로스가 1680년에 영주 조지 카트렛이 죽은 후 이스트 저지에 대한 권리를 얻으려 했기 때문이다. 그러나 안도로스는 필립 카트렛 지사를 그 자리에서 쫓아 낼 수 없었기 때문에, 그 카트렛을 공격하여, 뉴욕 식민지의 재판에 회부했다. 카트렛은 그 무죄를 선고 받았다. 또한 동서 저지와 원주민과 뉴저지 주민들 사이에, 다른 종교 종파들 사이에서도 갈등이 표출되었다. 이러한 갈등의 가장 큰 원인은 약 21만 에이커(850 km2)의 토지가 뉴욕과 뉴저지 사이에서 문제가 되었다. 이 논쟁은 1769년 왕립위원회를 통해 해결되었다.
1702년 4월 15일, 앤 여왕의 통치하에 두 영주 식민지를 통합하고, 뉴저지는 왕실령 식민지가 되었다. 콘베리 경 에드워드 하이드가 왕실령 식민지의 초대 총독이 되었다. 하지만 하이드는 뇌물을 받고, 땅투기를 하는 무능력하고, 부패한 통치자였다. 1708년, 콘 베리 경은 영국에 되돌아갔다. 뉴저지는 이후 다시 뉴욕 식민지 주지사가 통치를 했지만, 이것이 뉴저지 주민을 격앙시켜 주지사가 뉴욕 식민지를 편애한다고 비난했다. 루이스 모리스 판사가 별도의 지사가 수용하도록 결정하고, 1738년에 영국 왕 조지 2세에 의해 주지사로 지명되었다.
1746년, 뉴저지 대학(현재 프린스턴 대학교)가 조나단 디킨슨, 아론바 시니어 및 피터 반 블러프 리빙스톤을 포함한 "뉴라이터즈"의 집단에 의해 엘리자베스 타운에 설립되었다. 1756년 이 대학은 프린스턴으로 옮겨졌다.
1766년, 퀸즈 대학(현재의 럿거스 대학교)이 조지 3세의 칙허를 받은 네덜란드 개혁 목사의 손으로 뉴브런즈윅에 설립되었다. 이 대학은 왕비 샬롯을 따서 명명되었다가 이후, 1825년 독립 전쟁의 영웅인 헨리 럿거스 대령의 이름을 따서 개명되었다.